# نقشارة بونلي الشرقية
نقشارة بونلي الشرقية (الاسم العلمي: Phylloscopus  orientalis) (بالإنجليزية: Eastern  Bonellis  Warbler)‏ هو طائر ينتمي إلى (فصيلة: Phylloscopidae).